# 1972 في رومانيا
فيما يلي قوائم الأحداث التي وقعت خلال عام 1972 في رومانيا.

## سياسة

### انتهاء فترة المنصب
- 18 أكتوبر – كورنيليو مانيسكو Ministry of Foreign Affairs (Romania) [الإنجليزية]‏.

## مواليد

### مارس
- 8 مارس – كونستانتين غالتشا لاعب كرة قدم روماني.
- 23 مارس – دانيال برودان لاعب كرة قدم روماني.

### مايو
- 9 مايو – دانييلا سيليفاش لاعبة جمباز فني رومانية.

### يوليو
- 8 يوليو – فيوريل مولدوفان لاعب كرة قدم روماني.
- 13 يوليو – غابريلا فيريا

### سبتمبر
- 20 سبتمبر – فيكتور بونتا سياسي روماني.

### أكتوبر
- 24 أكتوبر – روكساندرا دراغومير لاعبة كرة مضرب رومانية.

### ديسمبر
- 5 ديسمبر – اوفيديو ستينجا لاعب كرة قدم روماني.

## وفيات

### سبتمبر
- 6 سبتمبر – أندريه سبيتزر (مواليد 1945) مبارز بالسيف إسرائيلي.
- 6 سبتمبر – كيهات شور (مواليد 1919) مدرب رياضي إسرائيلي.
- 6 سبتمبر – يوسف غوتفريوند (مواليد 1931) مصارع هاوي إسرائيلي.

### نوفمبر
- 25 نوفمبر – هنري كواندا (مواليد 1886)